# قائمة الجوائز والترشيحات التي تلقتها إيما ستون
اعتبارا من عام 2017، أصبح في رصيد الممثلة الأمريكية إيما ستون 34 جائزة من أصل 104 ترشيحا، وفازت بالمركز الثاني خمس مرات من تلك الترشيحات. رُشحت مرتين لكلا من جوائز الأوسكار وجوائز الأكاديمية الأسترالية لفنون السينما والتلفزيون، وثلاث مرات لجوائز الأكاديمية البريطانية للأفلام. فازت أيضا بجائزة غولدن غلوب، وجائزة إم تي في للأفلام، وجائزة بيبول تشويس، كما فازت أيضا بجائزة نقابة ممثلي الشاشة ثلاث مرات، وجائزة اختيار المراهقين ثلاث مرات.
بدأت إيما ستون مسيرتها التمثيلية في سنة 2000 من خلال التمثيل على المسرح. في عام 2007 فازت بجائزة هوليوود الشبابية عن دورها في الفيلم الكوميدي سيء جدا. بعد دورها في فيلم الرعب الكوميدي زومبي لاند فازت بجائزة خيار المراهقين لأفضل ممثلة كوميدية سنة 2010. في حفل توزيع جوائز سكريم 2010، حصلت إيما على جائزة أفضل طاقم وترشحت لأفضل ممثلة رعب. أول دور رئيسي لها كان في فيلم ايزي ايه سنة 2010، حيث لعبت دور طالبة ثانوية ينظر إليها الناس كمنحلة جنسيا. رُشحت لجائزة البافتا للنجم الصاعد وجائزة غولدن غلوب لأفضل ممثلة في فيلم موسيقي أو كوميدي، وفازت بجائزة إم تي في للأفلام لأفضل أداء كوميدي، دورها في فيلم ايزي ايه أدرجته مجلة تايم ضمن قائمة «أفضل 10 أشياء في عام 2010».
في عام 2011، لعبت إيما دورا ثانويا في فيلم حب مجنون، أحمق، وفازت بسببه بجائزة خيار المراهقين لأفضل ممثلة كوميدية. في عام 2011 حصدت إيما نجاحا باهر بعد دورها فيلم المساعدة، حيث فاز الفيلم بجائزة أفضل طاقم من قبل كل من: دائرة ناقدات الأفلام، جمعية نقاد البث السينمائي ونقابة ممثلي الشاشة، ورُشحت لجائزة خيار المراهقين لأفضل ممثلة – دراما. بعد تجسيدها شخصية غوين ستايسي في فيلم الرجل العنكبوت المذهل (2012)، رُشحت لجائزة خيار الشعب لأفضل ممثلة أفلام وخيار المراهقين لأفضل نجمة أفلام لفصل الصيف. دورها في فيلم الرجل الطائر (2014) أكسبها ترشيحات لعدة جوائز من بينها: الأوسكار، بافتا، غولدن غلوب، جائزة نقابة ممثلي الشاشة وجائزة إم تي في للأفلام لأفضل أداء، بالإضافة إلى جائزة جمعية بوسطن لنقاد السينما لأفضل ممثلة مساعدة. فازت أيضا بجائزة غولدن غلوب وكأس فولبي لأفضل ممثلة عن أدائها في فيلم لا لا لاند (2016).

## جوائز الأكاديمية الأسترالية لفنون السينما والتلفزيون
تقوم الأكاديمية بمنح جوائز سنوية لتكريم الإنجازات في مجال صناعة الأفلام والتلفزيون.
| السنة | العمل المُرشح | الفئة             | النتيجة | مراجع |
| ----- | ------------ | ----------------- | ------- | ----- |
| 2015  | الرجل الطائر | أفضل ممثلة مساعدة | رُشِّح     | [ 5 ] |
| 2017  | لا لا لاند   | أفضل ممثلة        | فوز     | [ 6 ] |

## جوائز الأوسكار
جوائز الأوسكار هي مجموعة من الجوائز التي تمنحها أكاديمية فنون وعلوم الصور المتحركة بشكل سنوي للإنجازات السينمائية المتميزة.
| السنة | العمل المُرشح | الفئة             | النتيجة     | مراجع  |
| ----- | ------------ | ----------------- | ----------- | ------ |
| 2015  | Birdman      | أفضل ممثلة مساعدة | رُشِّح         | [ 8 ]  |
| 2017  | La La Land   | أفضل ممثلة        | في الانتظار | [ 9 ]  |
| 2019  | المفضل       | أفضل ممثلة مساعدة | في الانتظار | [ 10 ] |

## جوائز الأكاديمية البريطانية للأفلام
جائزة الأكاديمية البريطانية للأفلام هي جائزة تُمنح سنويا من طرف الأكاديمية البريطانية لفنون السينما والتلفزيون.
| السنة | العمل المُرشح  | الفئة                                | النتيجة | مراجع  |
| ----- | ------------- | ------------------------------------ | ------- | ------ |
| 2010  | —             | جائزة النجم الصاعد                   | رُشِّح     | [ 12 ] |
| 2014  | Birdman       | أفضل ممثلة في دور ثانوي              | رُشِّح     | [ 13 ] |
| 2016  | La La Land    | أفضل ممثلة في دور رئيسي              | فوز     | [ 14 ] |
| 2018  | المفضل (فيلم) | جائزة بافتا لأفضل ممثلة في دور ثانوي | رُشِّح     | [ 15 ] |

## جوائز الكوميديا
جوائز الكوميديا، مجموعة جوائز تمنحها الشبكة التلفزيونية كوميدي سنترال، وتهدف إلى تكريم أفضل الأعمال الكوميدية.
| السنة | العمل المُرشح   | الفئة                      | النتيجة | مراجع  |
| ----- | -------------- | -------------------------- | ------- | ------ |
| 2011  | ايزي ايه       | أفضل ممثلة كوميدية في فيلم | رُشِّح     | [ 17 ] |
| 2012  | حب مجنون، أحمق | أفضل ممثلة كوميدية في فيلم | رُشِّح     | [ 18 ] |

## جوائز غولدن غلوب
جائزة غولدن غلوب هي جائزة تمنح من قبل أعضاء رابطة هوليوود للصحافة الأجنبية البالغ عددهم 93 عضوا، وتهدف لتكريم الأعمال المتميزة في السينما والتلفزيون، على الصعيدين المحلي والأجنبي.
| السنة | العمل المُرشح | الفئة                              | النتيجة | مراجع  |
| ----- | ------------ | ---------------------------------- | ------- | ------ |
| 2011  | Easy A       | أفضل ممثلة - فيلم موسيقي أو كوميدي | رُشِّح     | [ 20 ] |
| 2015  | Birdman      | أفضل ممثلة مساعدة                  | رُشِّح     | [ 21 ] |
| 2017  | La La Land   | أفضل ممثلة - فيلم موسيقي أو كوميدي | فوز     | [ 22 ] |

## جوائز مهرجان هوليوود السينمائي
مهرجان هوليوود السينمائي يعقد سنويا لتكريم المواهب في مجال السينما.
| السنة | العمل المُرشح    | الفئة      | النتيجة | مراجع  |
| ----- | --------------- | ---------- | ------- | ------ |
| 2011  | المساعدة (فيلم) | طاقم السنة | رُشِّح     | [ 24 ] |

## جوائز نقابة ممثلي الشاشة
جائزة نقابة ممثلي الشاشة مُنحت أول مرة سنة 1995، وتهدف الجائزة لتكريم الأعمال المتميزة في كلا من السينما والتلفزيون.
| السنة | العمل المُرشح | الفئة                                 | النتيجة | مراجع  |
| ----- | ------------ | ------------------------------------- | ------- | ------ |
| 2012  | The Help     | أداء متميز من قبل طاقم ممثلين في فيلم | فوز     | [ 26 ] |
| 2015  | Birdman      | أداء متميز من قبل ممثلة في دور ثانوي  | رُشِّح     | [ 27 ] |
| 2015  | Birdman      | أداء متميز من قبل طاقم ممثلين في فيلم | فوز     | [ 27 ] |
| 2017  | La La Land   | أداء متميز من قبل ممثلة في دور رئيسي  | فوز     | [ 28 ] |

## جوائز الروح المستقلة
جوائز الروح المستقلة تُمنح سنويا لتكريم الأفضل في الأفلام المستقلة.
| السنة | العمل المُرشح | الفئة             | النتيجة | مراجع  |
| ----- | ------------ | ----------------- | ------- | ------ |
| 2015  | Birdman      | أفضل ممثلة مساعدة | رُشِّح     | [ 30 ] |

## جوائز إم تي في للأفلام
جوائز إم تي في للأفلام هو حفل ينظم سنويا من طرف شبكة إم تي في لتكريم الإنجازات المتميزة في مجال الأفلام. تأسست عام 1992، يتم اختيار الفائزين عبر الإنترنت من قبل الجمهور.
| السنة | العمل المُرشح        | الفئة                               | النتيجة | مراجع  |
| ----- | ------------------- | ----------------------------------- | ------- | ------ |
| 2011  | Easy A              | أفضل أداء كوميدي                    | فوز     | [ 32 ] |
| 2011  | Easy A              | أفضل جملة من فيلم                   | رُشِّح     | [ 32 ] |
| 2011  | Easy A              | أفضل أداء                           | رُشِّح     | [ 32 ] |
| 2012  | The Help            | أفضل ثنائي على الشاشة               | رُشِّح     | [ 33 ] |
| 2012  | Crazy, Stupid, Love | أفضل قبلة (مناصفة مع رايان غوسلينغ) | رُشِّح     | [ 33 ] |
| 2012  | Crazy, Stupid, Love | أفضل أداء                           | رُشِّح     | [ 33 ] |
| 2015  | Birdman             | أفضل أداء أنثوي                     | رُشِّح     | [ 34 ] |

## المجلس الوطني للمراجعة
المجلس الوطني للمراجعةتأسس سنة 1909 في مدينة نيويورك لتكريم الأفلام المحلية والأجنبية على حد سواء.
| السنة | العمل المُرشح | الفئة                  | النتيجة | مراجع  |
| ----- | ------------ | ---------------------- | ------- | ------ |
| 2012  | The Help     | أفضل تمثيل من قبل طاقم | فوز     | [ 36 ] |

## جائزة اختيار أطفال نكلوديون
جائزة اختيار أطفال نكلوديون، تُعرف أيضا باسم «جوائز اختيار الأطفال» هو برنامج جوائز يقام سنويا ويذاع على قناة نكلوديون، لتكريم الأفضل في مجال السينما والتلفزيون والموسيقى، ويتم التصويت على المرشحين من قبل مشاهدين قناة نكلوديون.
| السنة | العمل المُرشح                   | الفئة                 | النتيجة | مراجع  |
| ----- | ------------------------------ | --------------------- | ------- | ------ |
| 2015  | الرجل العنكبوت المذهل 2 (فيلم) | ممثلة الأفلام المفضلة | فوز     | [ 38 ] |

## جوائز خيار الشعب
جوائز خيار الشعب هو برنامج جوائز أمريكي لتكريم الأعمال السينمائية المتميزة. يُعقد سنويا منذ 1975 ويتم التصويت على المرشحين من قبل الجمهور العام.
| السنة | العمل المُرشح                 | الفئة                                                 | النتيجة | مراجع  |
| ----- | ---------------------------- | ----------------------------------------------------- | ------- | ------ |
| 2012  | The Help                     | أفضل ممثلة أفلام                                      | فوز     | [ 40 ] |
| 2013  | الرجل العنكبوت المذهل (فيلم) | أفضل ممثلة أفلام                                      | رُشِّح     | [ 41 ] |
| 2013  | الرجل العنكبوت المذهل (فيلم) | الوجه المفضل للبطولة                                  | رُشِّح     | [ 41 ] |
| 2013  | الرجل العنكبوت المذهل (فيلم) | أفضل تفاعل عاطفي على الشاشة (مناصفة مع أندرو غارفيلد) | رُشِّح     | [ 41 ] |
| 2014  | Gangster Squad               | أفضل ممثلة أفلام درامية                               | رُشِّح     | [ 42 ] |
| 2015  | Birdman                      | أفضل ممثلة أفلام درامية                               | رُشِّح     | [ 43 ] |
| 2015  | The Amazing Spider-Man 2     | أفضل ممثلة أفلام                                      | رُشِّح     | [ 43 ] |
| 2015  | The Amazing Spider-Man 2     | أفضل ثنائي في الأفلام (مناصفة مع أندرو غارفيلد)       | رُشِّح     | [ 43 ] |

## جوائز ساتيلايت
جوائز ساتيلايت هي مجموعة من الجوائز السنوية التي تمنحها أكاديمية الصحافة الدولية.
| السنة | العمل المُرشح | الفئة                    | النتيجة | مراجع  |
| ----- | ------------ | ------------------------ | ------- | ------ |
| 2011  | The Help     | أفضل طاقم – فيلم         | فوز     | [ 45 ] |
| 2015  | Birdman      | أفضل ممثلة مساعدة – فيلم | رُشِّح     | [ 46 ] |
| 2017  | La La Land   | أفضل ممثلة               | رُشِّح     | [ 47 ] |

## جوائز زحل
جوائز زحل تُمنح سنويا من قبل أكاديمية الخيال العلمي لتكريم أفضل أعمال الخيال العلمي في مجال السينما والتلفزيون.
| السنة | العمل المُرشح | الفئة             | النتيجة | مراجع  |
| ----- | ------------ | ----------------- | ------- | ------ |
| 2015  | Birdman      | أفضل ممثلة مساعدة | رُشِّح     | [ 49 ] |

## جمعيات النقاد
| السنة | العمل المُرشح | الجمعية                                  | الفئة                 | النتيجة       | مراجع  |
| ----- | ------------ | ---------------------------------------- | --------------------- | ------------- | ------ |
| 2009  | Zombieland   | جمعية ديترويت لنقاد السينما              | أفضل أداء موحد        | رُشِّح           | [ 50 ] |
| 2011  | The Help     | جمعية ديترويت لنقاد السينما              | أفضل أداء موحد        | رُشِّح           | [ 51 ] |
| 2011  | The Help     | جمعية سان دييغو لنقاد السينما            | أفضل أداء من قبل طاقم | رُشِّح           | [ 52 ] |
| 2011  | The Help     | جمعية واشنطن العاصمة لنقاد السينما       | أفضل أداء موحد        | رُشِّح           | [ 53 ] |
| 2011  | The Help     | دائرة ناقدات السينما                     | أفضل أداء موحد        | فوز           | [ 54 ] |
| 2012  | The Help     | تكتل صحفيات الأفلام                      | أفضل أداء موحد        | رُشِّح           | [ 55 ] |
| 2012  | The Help     | جمعية نقاد البث السينمائي                | أفضل أداء موحد        | فوز           | [ 56 ] |
| 2014  | Birdman      | جمعية نيويورك لنقاد السينما على الإنترنت | أفضل طاقم موحد        | فوز           | [ 57 ] |
| 2014  | Birdman      | جمعية بوسطن لنقاد السينما                | أفضل ممثلة مساعدة     | فوز           | [ 58 ] |
| 2014  | Birdman      | جمعية بوسطن لنقاد السينما                | أفضل أداء موحد        | المركز الثاني | [ 58 ] |
| 2014  | Birdman      | جمعية دالاس فورت وورث لنقاد السينما      | أفضل ممثلة مساعدة     | المركز الثاني | [ 59 ] |
| 2014  | Birdman      | جمعية واشنطن العاصمة لنقاد السينما       | أفضل أداء موحد        | فوز           | [ 60 ] |
| 2014  | Birdman      | جمعية واشنطن العاصمة لنقاد السينما       | أفضل ممثلة مساعدة     | رُشِّح           | [ 60 ] |
| 2014  | Birdman      | جمعية سانت لويس غيتواي لنقاد السينما     | أفضل ممثلة مساعدة     | رُشِّح           | [ 61 ] |
| 2014  | Birdman      | جمعية سان دييغو لنقاد السينما            | أفضل ممثلة مساعدة     | رُشِّح           | [ 62 ] |
| 2014  | Birdman      | جمعية سان دييغو لنقاد السينما            | أفضل أداء موحد        | فوز           | [ 62 ] |
| 2014  | Birdman      | جمعية نورث تكساس لنقاد السينما           | أفضل أداء موحد        | فوز           | [ 63 ] |
| 2014  | Birdman      | جمعية شيكاغو لنقاد السينما               | أفضل ممثلة مساعدة     | رُشِّح           | [ 64 ] |
| 2014  | Birdman      | دائرة سان فرانسيسكو لنقاد السينما        | أفضل ممثلة مساعدة     | رُشِّح           | [ 65 ] |
| 2014  | Birdman      | جمعية فلوريدا لنقاد السينما              | أفضل ممثلة مساعدة     | المركز الثاني | [ 66 ] |
| 2014  | Birdman      | جمعية فلوريدا لنقاد السينما              | أفضل طاقم             | رُشِّح           | [ 66 ] |
| 2014  | Birdman      | جمعية ديترويت لنقاد السينما              | أفضل ممثلة مساعدة     | رُشِّح           | [ 67 ] |
| 2014  | Birdman      | جمعية ديترويت لنقاد السينما              | أفضل أداء موحد        | رُشِّح           | [ 67 ] |
| 2015  | Birdman      | جمعية هيوستن لنقاد السينما               | أفضل ممثلة مساعدة     | رُشِّح           | [ 68 ] |
| 2015  | Birdman      | جمعية نقاد البث السينمائي                | أفضل طاقم موحد        | فوز           | [ 69 ] |
| 2015  | Birdman      | جمعية نقاد البث السينمائي                | أفضل ممثلة مساعدة     | رُشِّح           | [ 69 ] |
| 2015  | Birdman      | جمعية دنفر لنقاد السينما                 | أفضل ممثلة مساعدة     | رُشِّح           | [ 70 ] |
| 2015  | Birdman      | دائرة لندن لنقاد السينما                 | أفضل ممثلة مساعدة     | رُشِّح           | [ 71 ] |
| 2016  | La La Land   | جمعية واشنطن العاصمة لنقاد السينما       | أفضل ممثلة            | رُشِّح           | [ 72 ] |
| 2016  | La La Land   | جائزة خيار النقاد للأفلام                | أفضل ممثلة            | رُشِّح           | [ 73 ] |
| 2016  | La La Land   | جمعية هيوستن لنقاد السينما               | أفضل ممثلة            | رُشِّح           | [ 74 ] |
| 2016  | La La Land   | جمعية سانت لويس غيتواي لنقاد السينما     | أفضل ممثلة            | رُشِّح           | [ 75 ] |
| 2016  | La La Land   | جمعية دالاس فورت وورث لنقاد السينما      | أفضل ممثلة            | المركز الثاني | [ 76 ] |
| 2016  | La La Land   | جمعية فينيكس لنقاد السينما               | أفضل ممثلة            | فوز           | [ 77 ] |
| 2016  | La La Land   | جمعية شيكاغو لنقاد السينما               | أفضل ممثلة            | رُشِّح           | [ 78 ] |
| 2016  | La La Land   | جمعية ديترويت لنقاد السينما              | أفضل ممثلة            | فوز           | [ 79 ] |
| 2016  | La La Land   | جمعية سان دييغو لنقاد السينما            | أفضل ممثلة            | المركز الثاني | [ 80 ] |
| 2016  | La La Land   | جمعية يوتا لنقاد السينما                 | أفضل ممثلة            | فوز           | [ 81 ] |
| 2017  | La La Land   | جمعية كارولينا الشمالية لنقاد السينما    | أفضل ممثلة            | فوز           | [ 82 ] |
| 2017  | La La Land   | دائرة لندن لنقاد السينما                 | ممثلة العام           | رُشِّح           | [ 83 ] |